# Polygala matogrossensis
Polygala matogrossensis är en jungfrulinsväxtart som beskrevs av J.F.B.Pastore. Polygala matogrossensis ingår i släktet jungfrulinssläktet, och familjen jungfrulinsväxter. Inga underarter finns listade i Catalogue of Life.